# Rodovia do Café
Die Rodovia do Café ist eine Fernverkehrsstraße im Bundesstaat Paraná, die den Nordwesten des Staates mit der Küste verbindet. Sie erhielt diesen Namen, weil sie der wichtigste Weg für den Abtransport der Kaffee-Ernte zum Export war, als der Kaffeeanbau die bedeutendste landwirtschaftliche Kultur des Staates war.

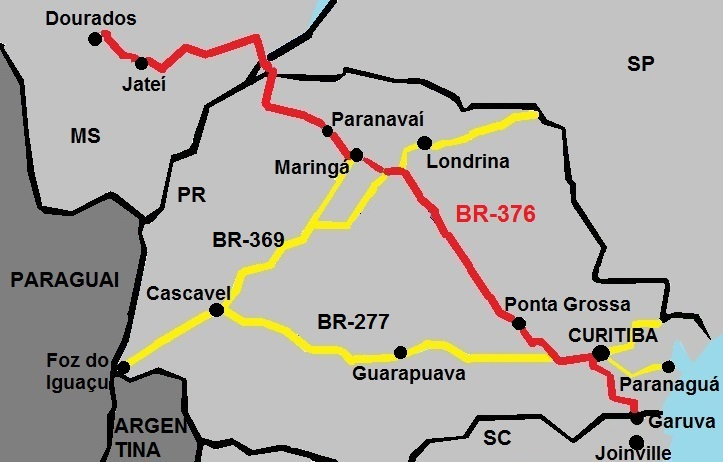
BR-376

## Streckenverlauf
Ursprünglich wurde als Rodovia do Café die Route bezeichnet, die Apucarana mit der Hafenstadt Paranaguá verbindet:
- BR-376: Abschnitt zwischen Apucarana und São Luiz do Purunã, der durch die Städte Califórnia, Marilândia do Sul, Mauá da Serra, Ortigueira, Imbaú und Ponta Grossa führt
- BR-376 und BR-277: Gemeinsamer Abschnitt der beiden Straßen, von São Luiz do Purunã, wo sie zusammenkommen, über Campo Largo nach Curitiba
- BR-277: Abschnitt zwischen Curitiba und Paranaguá.

Heutzutage wird die Rodovia do Café mit dem Teil der BR-376 in Verbindung gebracht, der zwischen Curitiba und dem Nordwesten von Paraná verläuft, während der Abschnitt der BR-277, der Curitiba mit der Küste des Bundesstaates verbindet, gewöhnlich als "Estrada para Paranaguá" oder "Estrada das Praias" bezeichnet wird.

## Verlängerung nach Mato Grosso do Sul
Die Fortsetzung der BR-376 von Apucarana bis zur Stadt Dourados im mittleren Süden von Mato Grosso do Sul kann als Teil der Rodovia do Café betrachtet werden. Diese Route führt durch wichtige Städte in Paraná, wie Mandaguari, Marialva, Sarandi, Maringá, Nova Esperança und Paranavaí und erreicht die kleineren Städte Nova Londrina und Diamante do Norte nahe der Grenze zu Mato Grosso do Sul.
Das andere Ende der BR-376, zwischen Curitiba und Garuva in Santa Catarina, gehört nicht zur Rodovia do Café.

## Ausbaustand
Ende 1986 wurde der vierspurige Ausbau mit dem 66,7-km-Abschnitt Spréa-Ponta Grossa begonnen. Vierspurig ausgebaut sind mit Stand Mai 2021:
- Curitiba — Ponta Grossa (Ortsteil Conchas Velhas): ~114 km
- Curitiba — Paranaguá: ~90 km
- Maringá — Mandaguari: ~31 kmBR.  376.  Km.203.  Marialva - PR, Brasil.  43 - panoramio

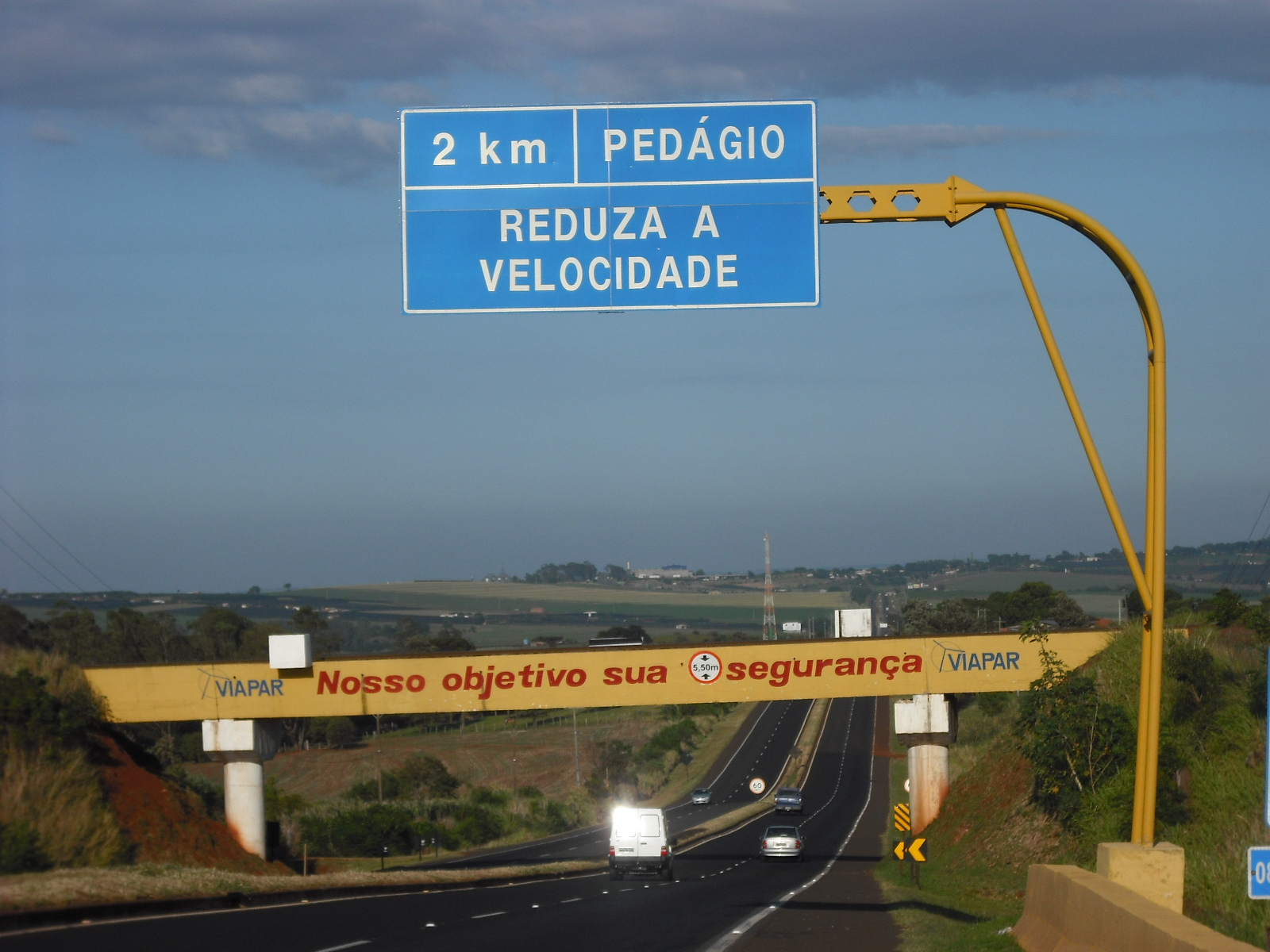
BR. 376. Km.203. Marialva - PR, Brasil. 43 - panoramio

- Serra do Cadeado — vom Konzessionär CCR RodoNorte im Munizip Mauá da Serra schon vierspurig ausgebauter Abschnitt: ~12 km

## Betreiber

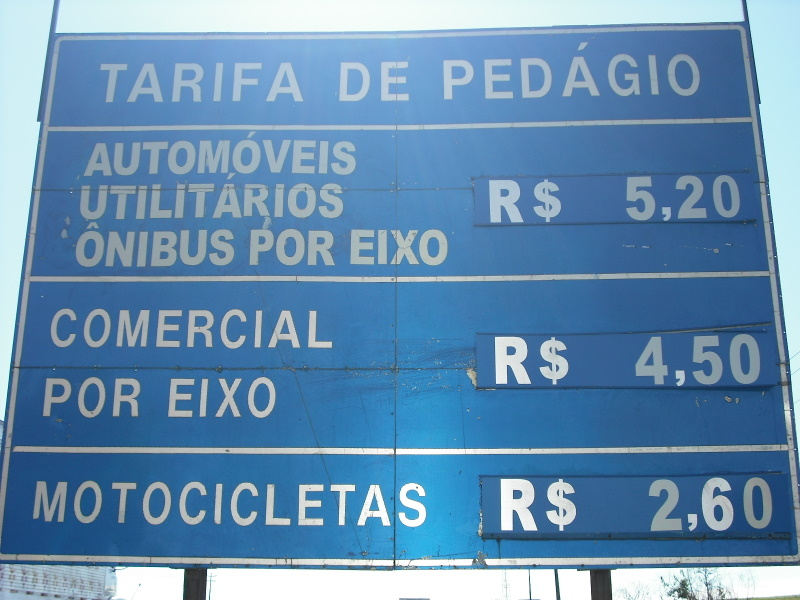
BR -376 - Marialva - PR, Brasil - 120 - panoramio

Seit 1997 ist die Strecke zwischen Apucarana und Curitiba Teil des Loses 5 des Paraná-Integrationsrings (Anel de Integração do Paraná), der insgesamt 2493,50 km umfasst. Sie steht seither unter der Konzession von CCR RodoNorte, die die Straße verwaltet und auch Pannen- und Rettungsdienste betreibt. Die CCR RodoNorte ist auch für die Straßenbauarbeiten und die Verkehrsregelung zuständig. Laut dem Guia Quatro Rodas von 2011 wurde sie als eine der drei besten Autobahnen im Süden Brasiliens eingestuft.

## Wirtschaftliche Bedeutung
Die Autobahn ist für den Transport von landwirtschaftlichen, viehwirtschaftlichen und industriellen Produkten aus den Bundesstaaten Parana und Mato Grosso do Sul äußerst wichtig. Als Beispiele seien hier Sojabohnen, Mais, Kaffee, Rindfleisch, Papier und Zellstoff, Holz, Möbel und andere wichtige Produkte in der Region genannt.

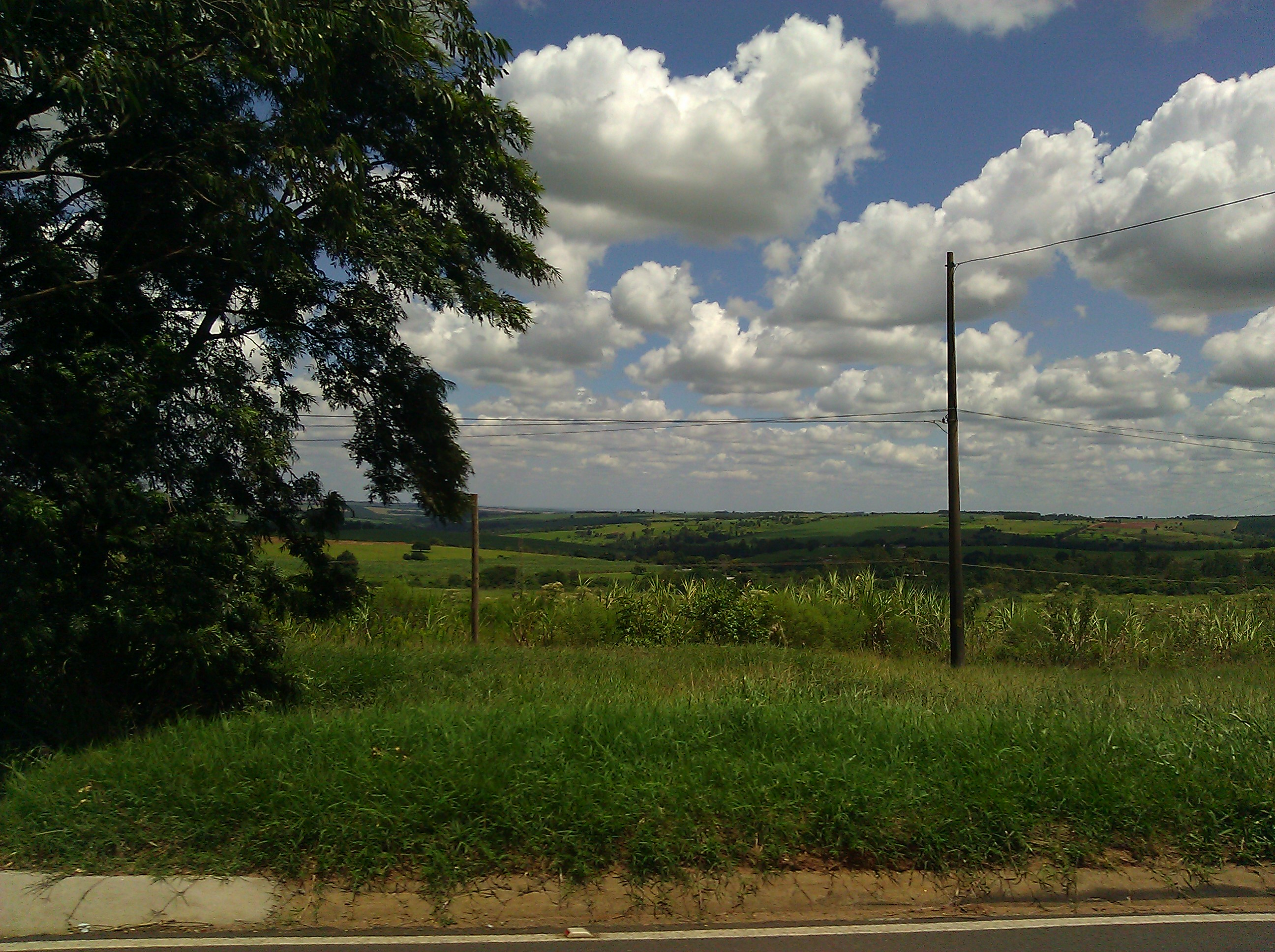
Nova Esperança - State of Paraná, Brazil - panoramio (3)

## Geschichte

### Frühe Überlegungen im 19. Jahrhundert
Die Leitidee der Rodovia do Café existierte schon in den Überlegungen der kaiserlichen Regierung vor mehr als hundert Jahren. In einem Bericht an die Regierung sprach sich eine von den deutschen Ingenieuren Josef und Franz Keller geleitete Expedition dafür aus, diese Straße zu bauen. Sie beschrieb sogar die Zielvorstellung einer transkontinentalen Fernstraße und wies auf den kürzesten Weg zwischen der Küste Brasiliens und Mato Grosso durch das Gebiet von Paraná hin, der von der Küste des Staates zum Paraná-Fluss bis zur Schlucht des Ivinheima oberhalb von Porto Camargo führte und Bolivien und einen Teil des südlichen Peru erreichte. Dies war bereits die erste Skizze der diagonalen Trassenführung der zukünftigen Überlandstraße.
Später wurden mehrere Studien durchgeführt, um die beste Route für die sogenannte "Estrada de Mato Grosso" über die Flüsse Ivaí und Tibají und das angrenzende Hinterland zu finden.
Am 15. April 1871 wurde in Curitiba an der Straße des 15. November der Grundstein für die Brücke über den Fluss Ivo gelegt, als Beginn des Baus der Estrada de Mato Grosso, mit der die Estrada da Graciosa nach Nordwesten verlängert werden sollte. Diese Straße, ebenfalls mit Makadam bedeckt, führte durch Campo Largo, Palmeira und Ponta Grossa.

### Planungen in der ersten Hälfte des 20. Jahrhunderts
Ab 1928 begannen mit dem ersten Straßenbauplan von Paraná die Planungen mit dem Ziel, die Verbindung mit der nördlichen Region des Staates herzustellen.
Bis 1939 gab es keine Straße, die den Norden mit dem Hafen von Paranaguá verband; abgesehen von der Eisenbahn wurden die Transporte in den dazwischen liegenden Regionen nur mit Lastwagen und Fuhrwerken durchgeführt. Die Verbindung zwischen dem Norden und dem Süden des Staates wurde durch die alte Estrada do Cerne hergestellt, eine kurvenreiche, schmale und unbefestigte Straße.
1944 wurde mit dem Bau einer neuen Straße begonnen, in zwei Bauabschnitten an den Enden der beiden Teilstrecken Tibagi-Ortigueira und Apucarana-Ortigueira. Ortigueira liegt in der Mitte zwischen Curitiba und Paranavaí. In diesem Munizip befindet sich das einzige Ureinwohnerreservat, das unmittelbar an der Rodovia do Café liegt (Queimadas mit 336 Einwohnern vom Volk der Kaingang). Mit der Gründung des Departamento de Estradas de Rodagem (DER) im Jahr 1946 wurde der Bau der Strecke Tibagi-Ortigueira-Apucarana fortgesetzt, die 1951 für den Verkehr freigegeben wurde.

Im Straßenbauplan von 1951 wurden allgemeine Leitplanken durch Streckenprojekte umrissen, die später zu den Grundstrecken wurden, aus denen die Rodovia do Café entstand. Während des Nationalen Transportkongresses, der im Mai 1956 stattfand, schlug die Delegation des DER von Paraná vor, die Strecke São Luiz do Purunã - Ponta Grossa - Porto São José und von dort nach Rio Brilhante im Staat Mato Grosso zu föderalisieren. Im Nationalen Straßenbauplan desselben Jahres wurde die damalige BR-104 mit der oben erwähnten Ausrichtung als eine Autobahn von nationalem Interesse aufgenommen. 

BR-376 jct

Der neue Nationale Verkehrsplan vom Dezember 1964 behielt die BR-104 mit der Bezeichnung BR-376 mit der Linienführung Dourados-Apucarana-Ponta Grossa-São Luiz do Purunã (PR) bei.

### Bau 1961 bis 1965
Zu Beginn der 1960er Jahre war die Grundausführung erst 154 Kilometer lang. Das Hauptziel in dieser Zeit war die Asphaltierung der Strecke Ponta Grossa-Apucarana. Die Asphaltierung erforderte sorgfältige Studien über die geologische Beschaffenheit des Untergrunds und die Dimensionierung des Belags unter Berücksichtigung der Eigenschaften des Geländes und der Intensität des Schwerverkehrs, den die Straße als Hauptverkehrsachse des Staates tragen sollte.
Die Brückenbauwerke summierten sich bis 1965 auf 1931 Meter. Zu den wichtigsten Brücken gehören die über den Tibagí, über den Córrego do Nível und den Rio Limeira (im Munizip Imbaú),

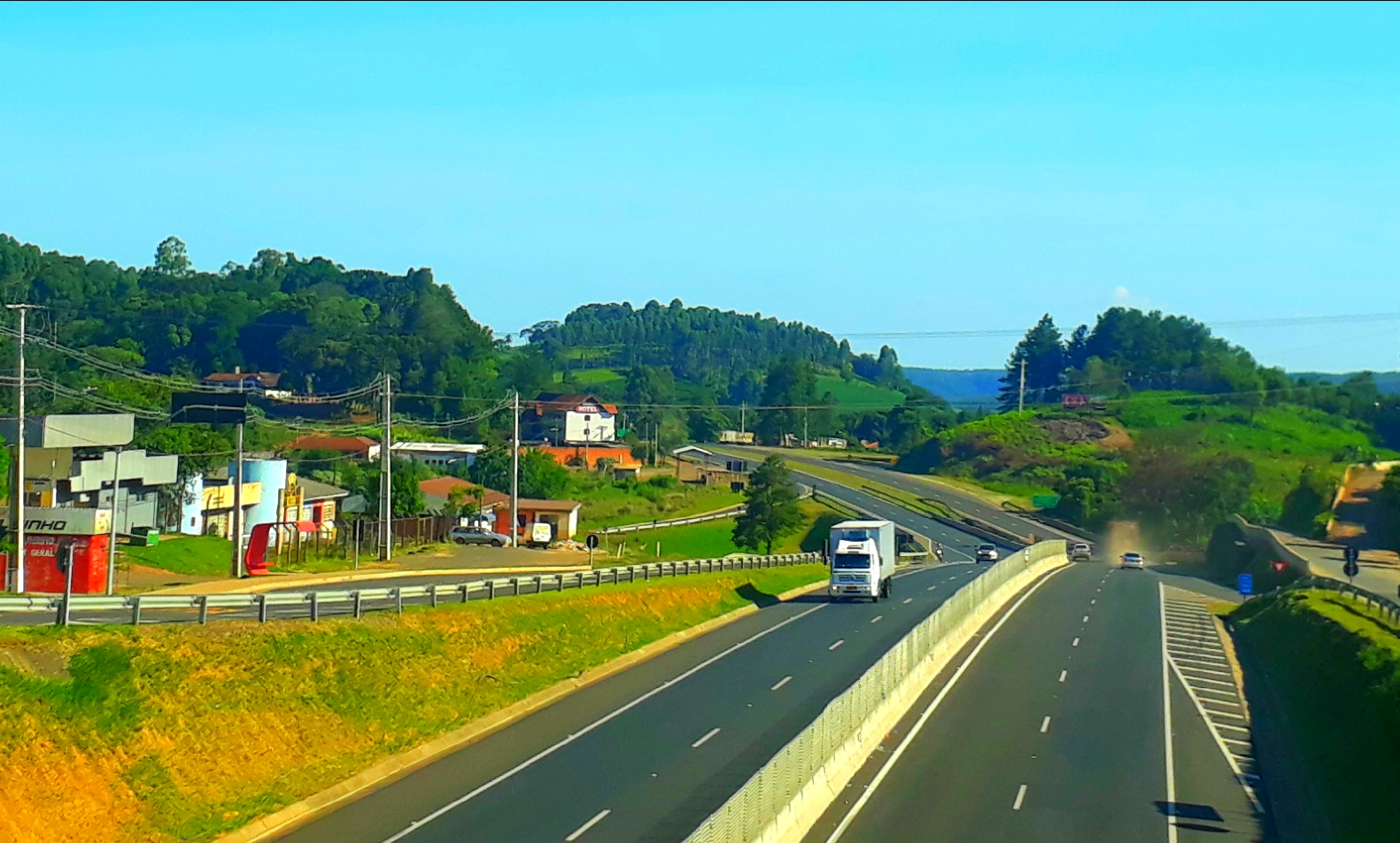
Rodovia do Café - BR-376, Imbaú.2

sowie über die Flüsse Leão und Capivari. Mehrere Viadukte wurden über die Bahnlinie der Rede de Viação Paraná-Santa Catarina in Ponta Grossa, sowie in Califórnia, Pirapó, Marialva und Mandaguari gebaut.
Die Rodovia do Café wurde am 25. Juli 1965 mit einem großen Autorennen von Curitiba nach Apucarana (350 km) und  zurück eingeweiht.
Diese Straße sollte die Hauptroute für den Transport der Kaffeeernte werden. Sie würde die Rentabilität des Gütertransports fördern und als Instrument der internen wirtschaftlichen, sozialen und politischen Integration des Staates Paraná dienen. Am Ende ihrer Bauzeit sorgte sie für den Transport von mehr als 4 Millionen Tonnen landwirtschaftlicher Produkte. Hervorzuheben ist dabei der Kaffee mit etwa 15 Millionen Säcken jährlich.
Ihr Einzugsgebiet umfasst eine Fläche von 50.000 km² (25 % der Gesamtfläche des Staates) mit 86 Gemeinden und 3,5 Millionen Menschen. Der jährliche Transportfluss der wichtigsten Produkte betrug über 7 Millionen Tonnen.

### Finanzierung
Das Geld für den Bau der Rodovia do Café kam vom Fundo de Desenvolvimento (FDE) des Staats Paraná und von der Interamerikanischen Entwicklungsbank (IDB). Für die Freigabe des Geldes durch die IDB war die Intervention des damaligen US-Präsidenten John F. Kennedy entscheidend. Er plante die Allianz für den Fortschritt mit dem Ziel, die unterentwickelten Regionen des Kontinents an die damaligen Lebensverhältnisse anzugleichen. Er gab die ersten internationalen Gelder für die Umsetzung der Straßeninfrastruktur frei, die für die wirtschaftliche Entwicklung von Paraná unerlässlich war. Kennedys Hilfe war von unschätzbarem Wert, und zu seinen Ehren wurde eine Bronzebüste am Straßenrand am Ort der Einweihung aufgestellt, wo Nord- und Süd-Paraná zusammenkamen. Es wurde sogar vorgeschlagen, die Straße „Rodovia John Kennedy“ zu nennen, was letztendlich nicht geschah. Die Büste verschwand, und die Straße wurde als Rodovia do Café bekannt.

### Wirtschaftlicher und gesellschaftlicher Nutzen
Mit der offiziellen Verkehrsfreigabe am 25. Juli 1965 verkürzte sich die Fahrzeit beträchtlich. Ein Lkw legte die Strecke im Durchschnitt in 18 Stunden zurück, für die er vorher 38 Stunden brauchte. Die Strecke von Maringá zum Hafen von Paranaguá verkürzte sich um 142 km. Dies führte zu einer Verlagerung des Umschlags zulasten von Santos. Die Frachten wurden billiger, was z. B. die Senkung der Treibstoffpreise in der gesamten nördlichen Region des Staates zur Folge hatte, zusätzlich zur Vermeidung von teilweisen Ernteausfällen und der damit verbundenen Senkung der Produktionspreise. Touristisch machte die Rodovia do Café die Strände an der Küste sowie den Nationalpark Vila Velha

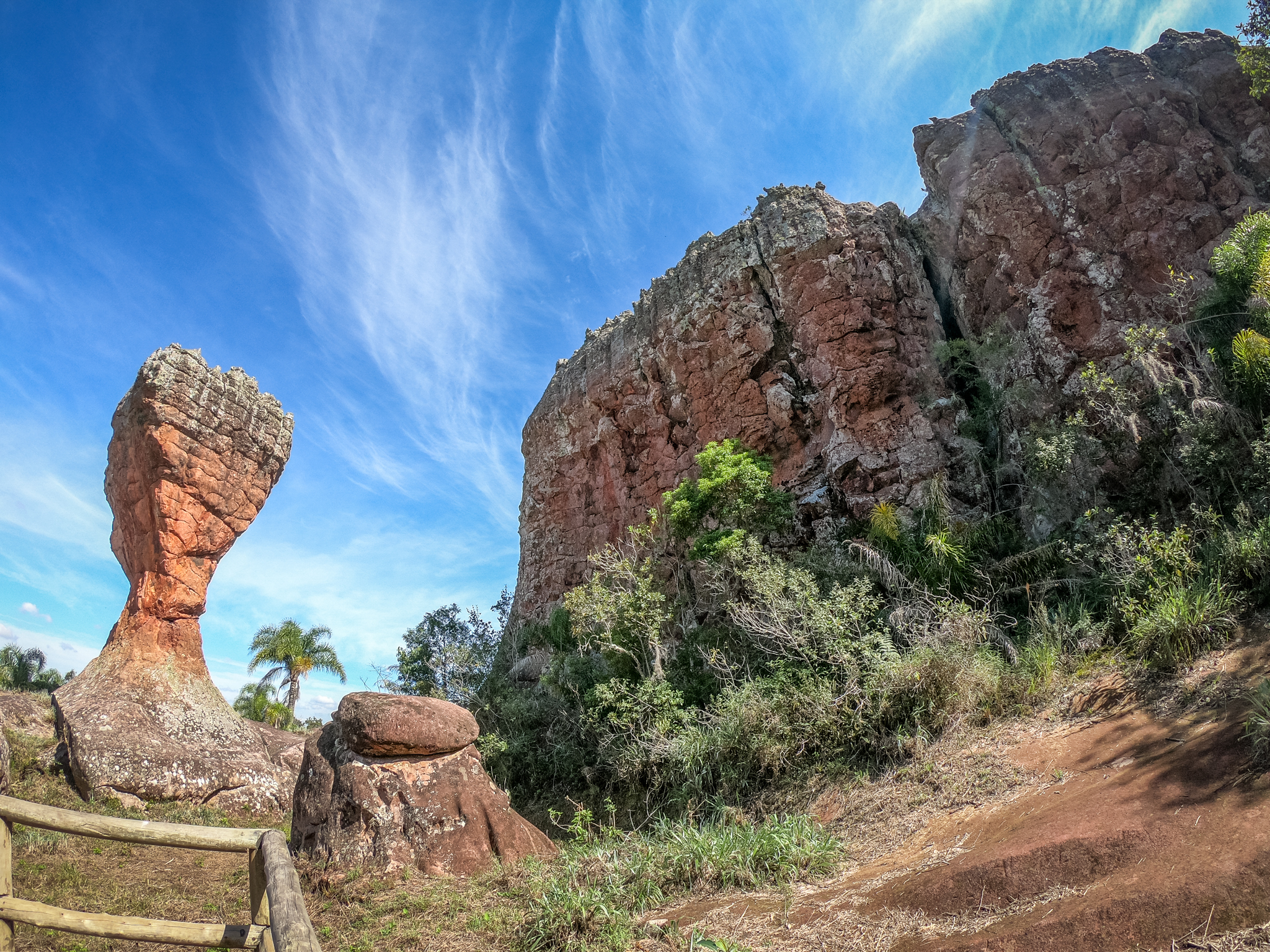
Parque Estadual de Vila Velha 9

mit seinen Sandsteinformationen der Bevölkerung zugänglich. Der bekannteste Künstler Paranás jener Zeit, Poty Lazzarotto, entwarf das aus reinem Beton gefertigte Wandbild für das Denkmal Rodovia do Café, das sich in der Nähe der Brücke über den Córrego do Nível bei Kilometer 80, zwischen Ponta Grossa und Apucarana, befindet. Das Design basiert auf einem Autobahnkreuz, Arbeitern, Kaffeepflanzen und Kiefern.
Die Rodovia do Café gilt mit einer Länge von ca. 530 km von Paranaguá bis Maringá als das größte Bauwerk dieser Art zwischen 1961 und 1965. Angesichts der Reliefbedingungen, der geologischen Beschaffenheit des Bodens, der Bedeutung für die Produktion und der Intensität des erwarteten Verkehrs handelte es sich um eine Straße mit für die damalige Zeit beispiellosen Eigenschaften. Sie musste in einem relativ kurzen Zeitraum gebaut werden, der mit einer Phase widriger nationaler Rahmenbedingungen zusammenfiel. Die damalige Rodung des Landesinneren von Paraná, die mitten in der Ära der automobilen Entwicklung stattfand, führte dazu, dass zwischen 1940 und 1960 mehr als zwei Drittel des bis dahin unbesiedelten Staatsgebietes erschlossen wurden.